# Château de Loutsk
Le château de Loutsk (ukrainien : Луцький замок, Lutskyi zamok, polonais : Zamek w Łucku) est un château situé en Ukraine. Il est aussi connu comme château du haut (Верхній), château de Lioubart (Замок Любата, Zamok Liubarta). Il fut construit au milieu du XIVe siècle pour Lioubart, plus jeune fils de Ghédimin et domine la Styr. Il est connu pour figurer sur le billet de 200 Hryvnia.

## Historique
La construction des châteaux de Loutsk s'est déroulée en plusieurs périodes de construction, qui couvrent l'histoire de la construction en brique, avant laquelle il y avait un mur en bois sur le site de ces châteaux.

### Fortification de bois
À l'emplacement du château actuel, une grande colonie fortifiée est située sur une île dans les marais dès le Xe siècle. Les fortifications sont en bois et couvrent presque toute l'île. A la fin du XIe siècle. la construction d'un remblai argilo-sableux débute en plusieurs étapes. Au début, la hauteur du puits atteint 1 m, puis atteint 3 m. De nouvelles et puissantes fortifications en bois apparaissent sur ce rempart et sur tout le territoire de l'île, ayant l'apparence de constructions complexes découpées, comme des forts avec des clôtures.
La ville de Loutsk, de la principauté Rus' de Kiev, possède déjà un mur en bois en 1075, lorsque Boleslas II le Téméraire l'assiège pendant six mois. Le Grand-prince Iouri Dolgorouki ne réussit pas à prendre Loutsk après un siège de six semaines en 1149. En 1255, les murs de Loutsk sont pris d'assaut par le petit-fils de Khan Djötchi, Kuremsa.

### Développements
Le château actuel, dominant la rivière Styr, a été construit en grande partie dans les années 1340, bien que certaines parties des murs antérieurs aient été conservées. Il repousse les sièges de nombreux potentats, dont Casimir le Grand (1349), Ladislas II Jagellon (1431) et Sigismond Ier Kęstutaitis (1436). C'est là que s'est déroulée la Conférence de Loutsk de 1429, à laquelle assistèrent l'empereur Sigismond de Luxembourg, Vassili II de Moscou, Ladislas II Jagelond, Vytautas le Grand et le voïvode de Valachie.
Pendant le long règne de Vytautas, le château de Loutsk est encore fortifié pour se protéger de l'artillerie et des tirs. L'entrée principale, maintenant maçonnée, venait de l'ouest et jouxtait un pont sur les douves extérieures. Trois tours principales, aujourd'hui appelées « Lioubart », « Švitrigaila » (toutes deux nommées d'après les princes lituaniens) et « Évêque », ont été construites au cours des XVIe et XVIIe siècles.
Des différents édifices autrefois contenus entre les murs du château, tels que la cathédrale Saint-Jean, un palais des grands-ducs et un palais épiscopal, ne subsiste que le palais néoclassique des évêques.
Le 2 juillet 1941, 1 160 Juifs ont été assassinés dans l’enceinte du château. Il n'y a aucun monument ni marqueur pour cette tragédie dans le château.

## en images

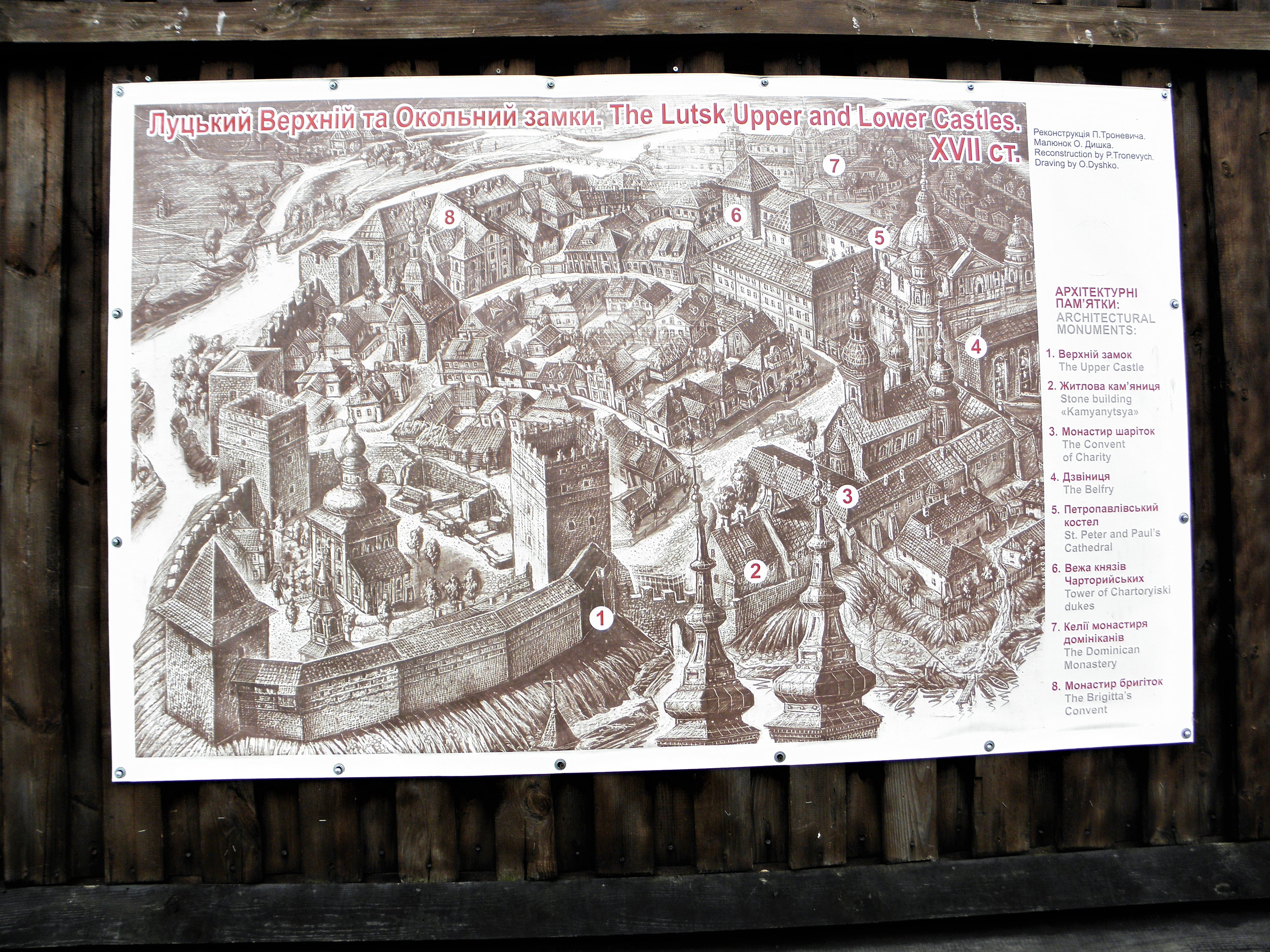
Au XVIIe siècle.
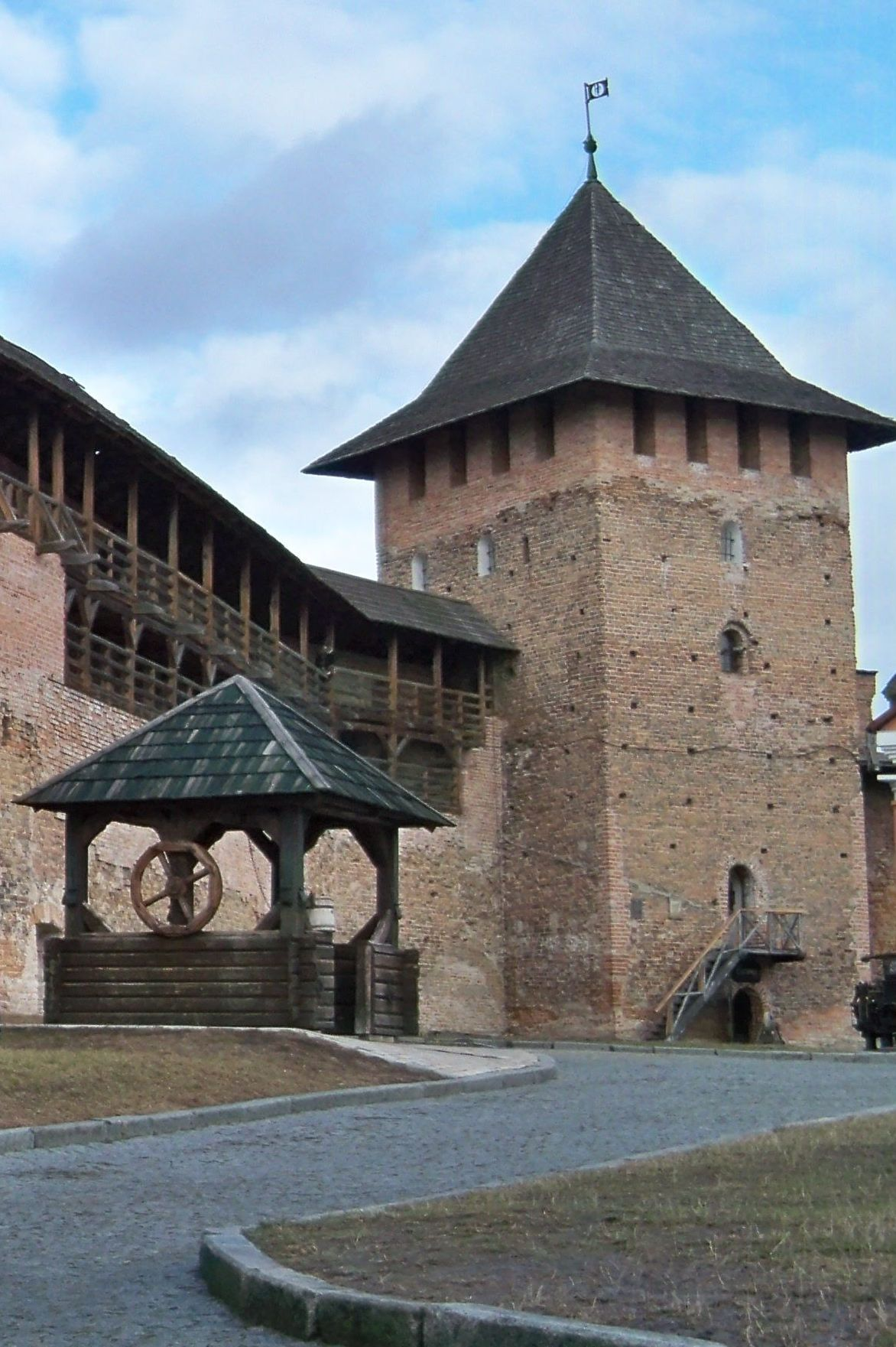
La tour de l’archevêque classée[8],
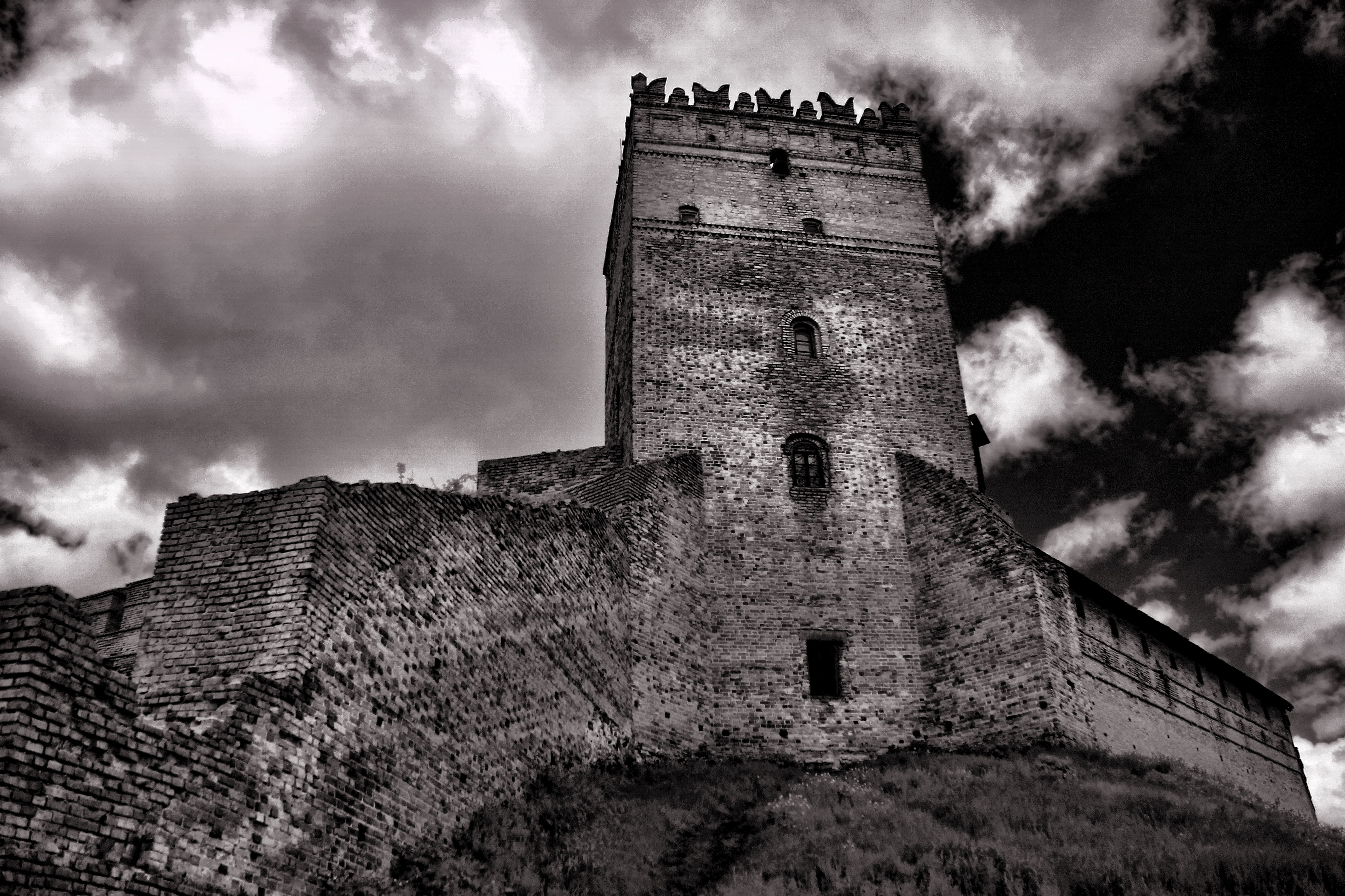
la tour du Styr classée[9],
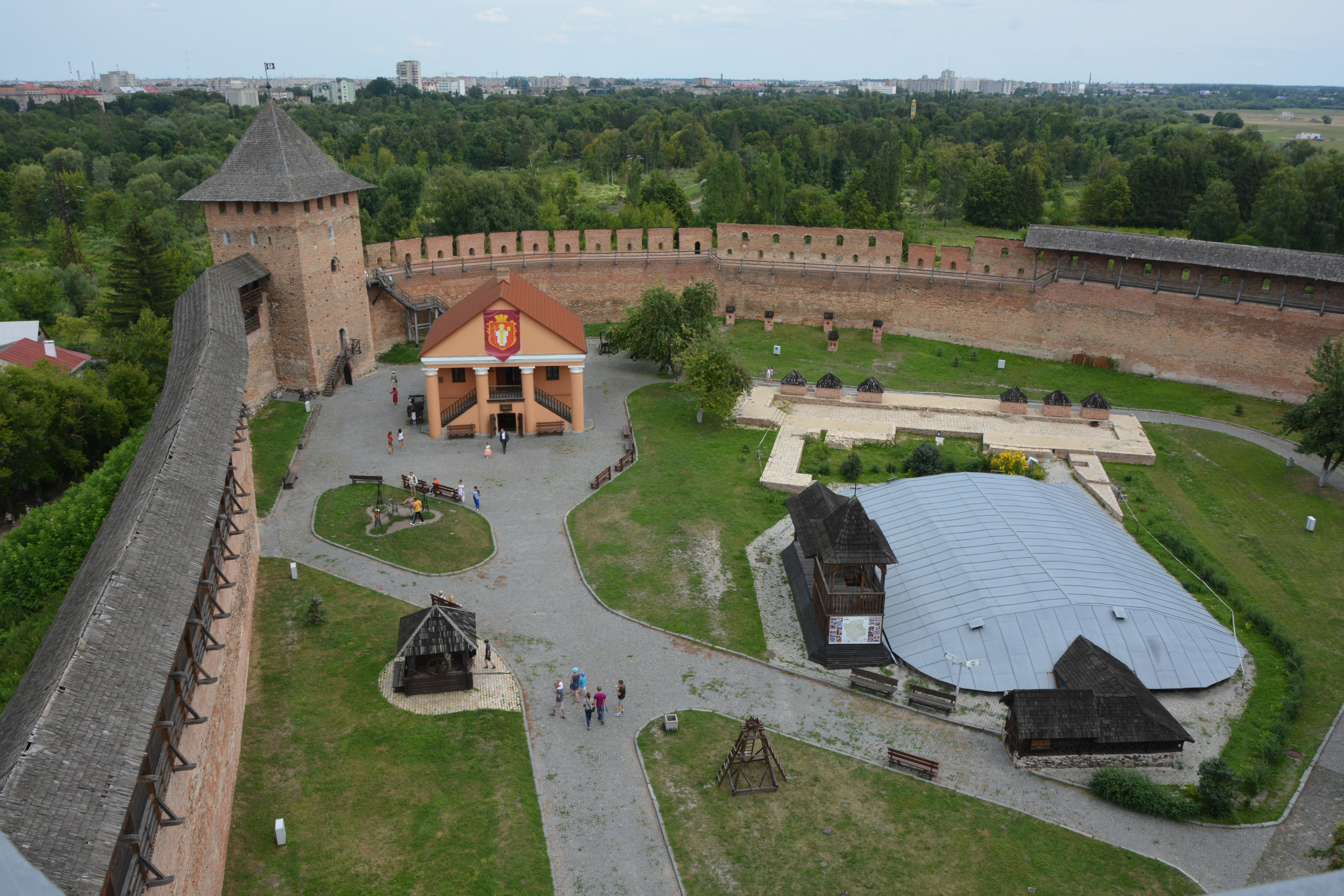
la cour,
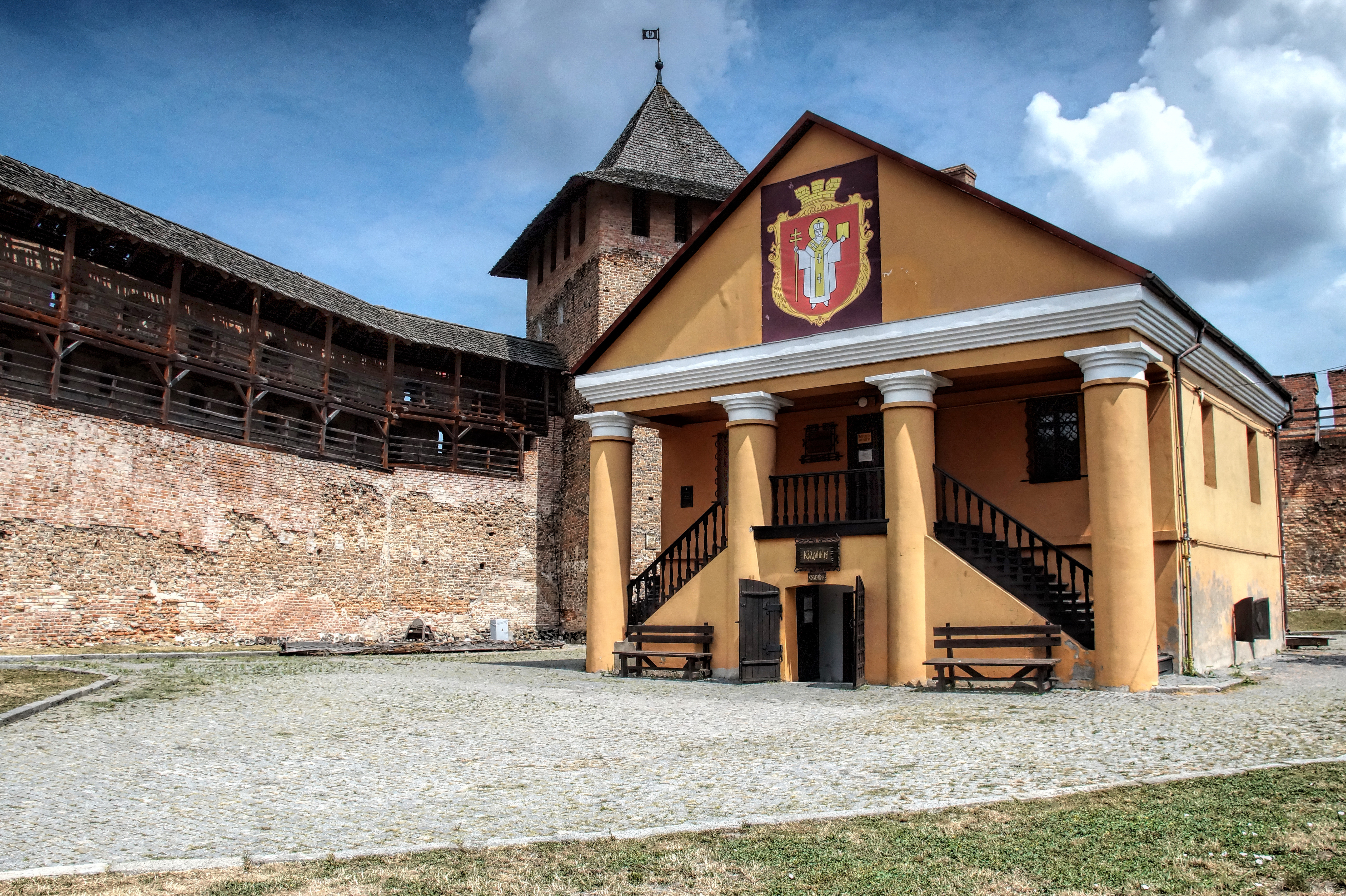
la maison de l’évêque classée[10],
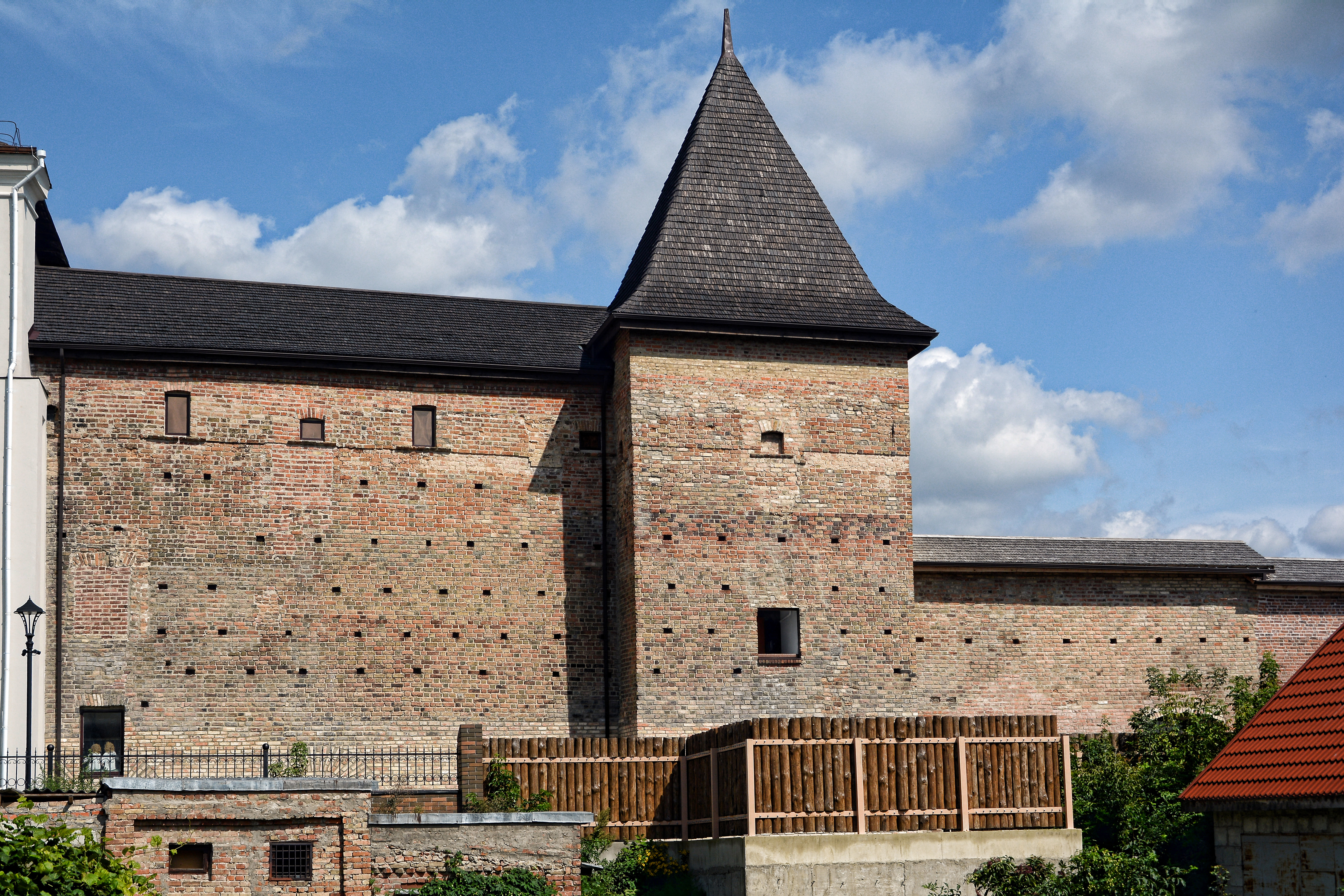
la tour du tzar classée[11],
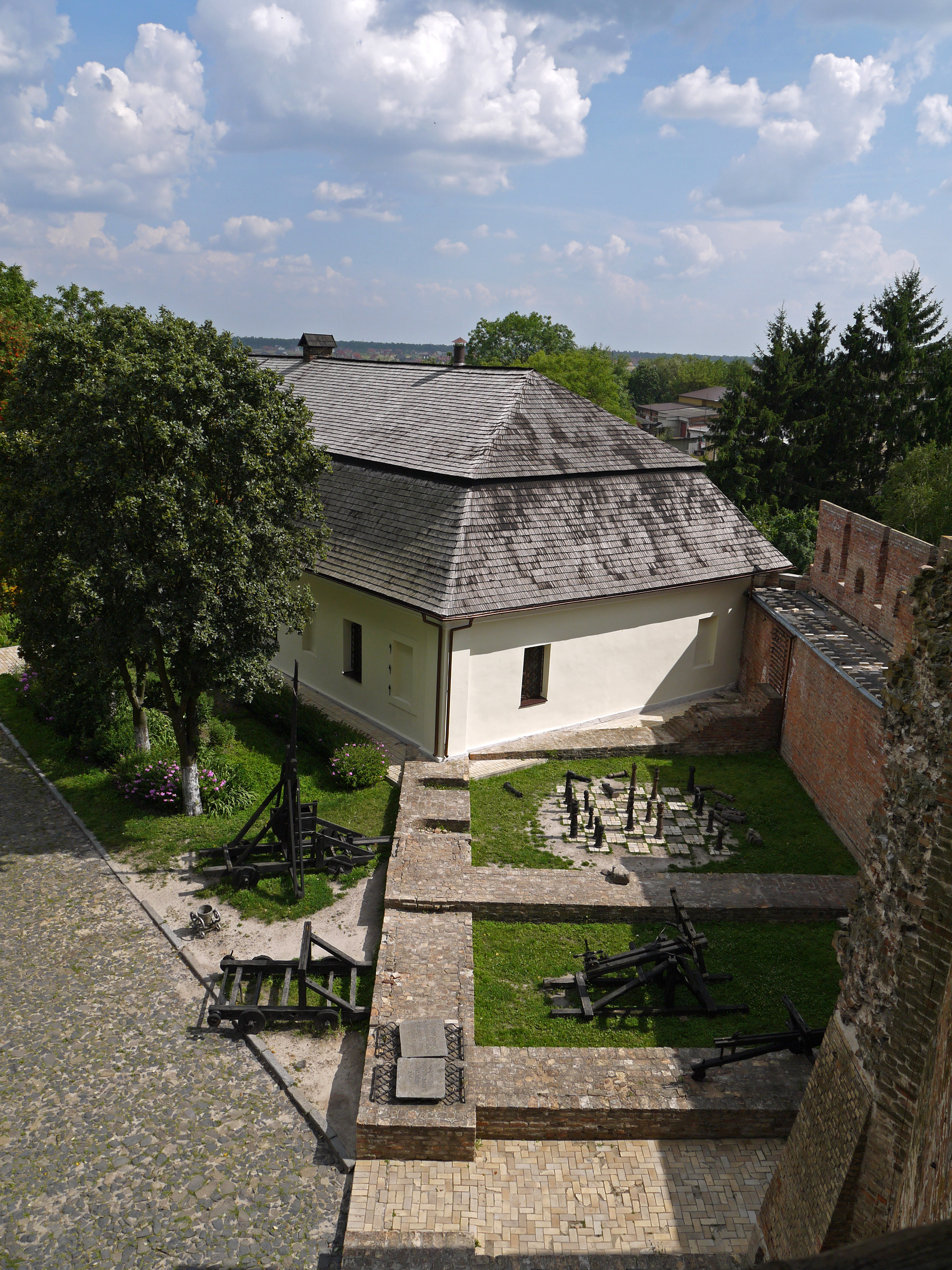
le palais princier classé[12],
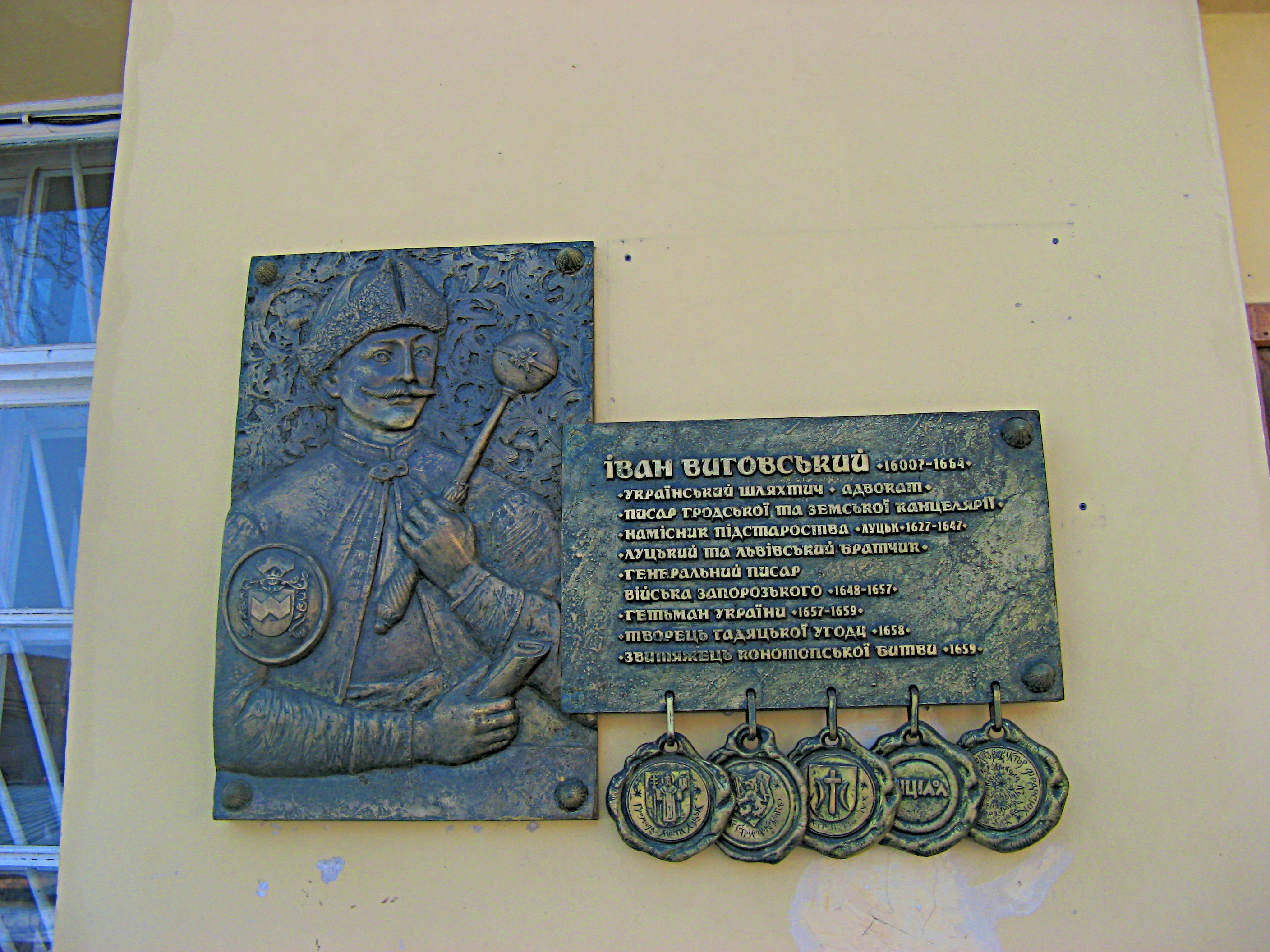
plaque à Ivan Boukovsky,
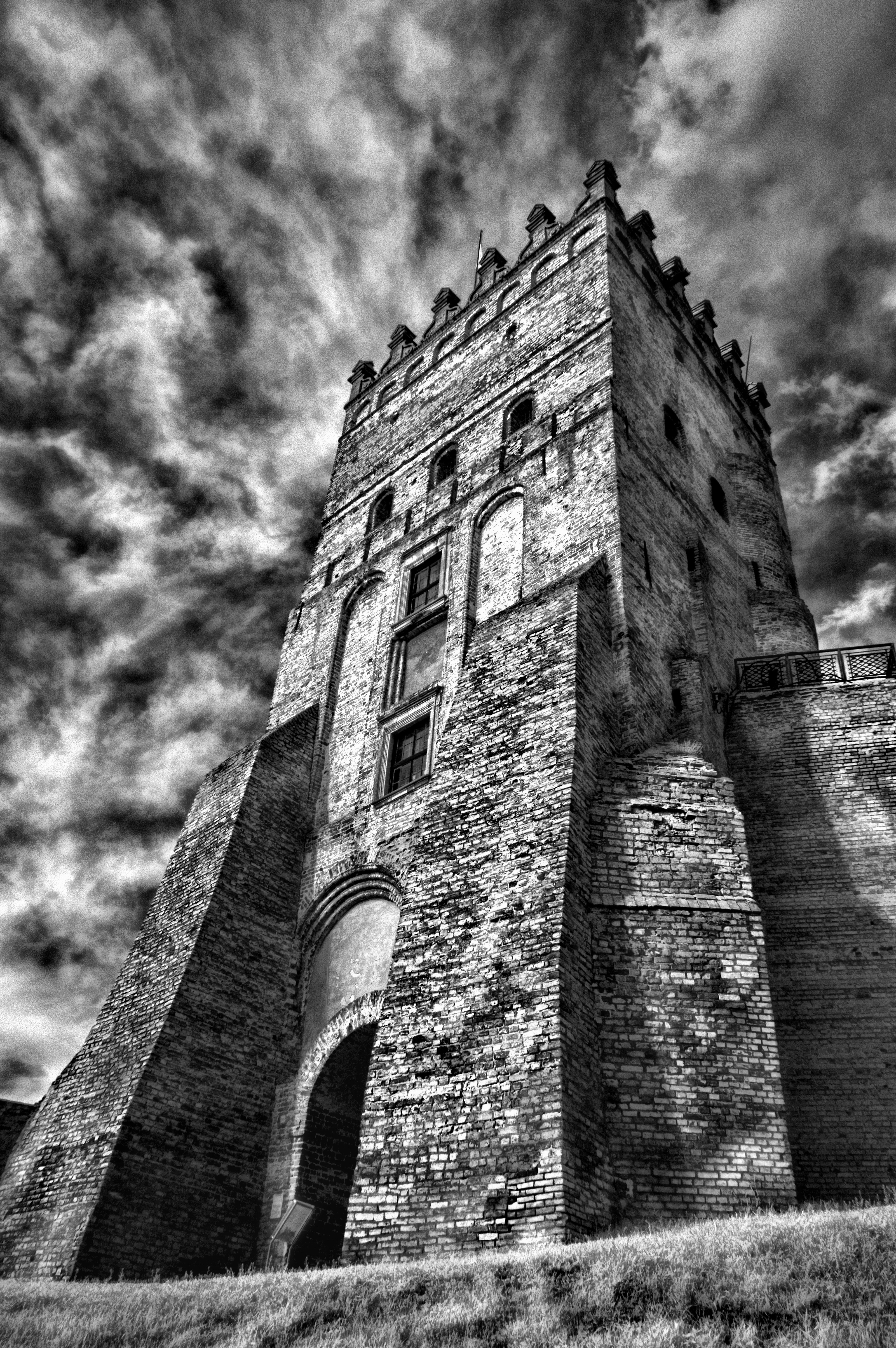
la tour portière.

## Icone en Ukraine

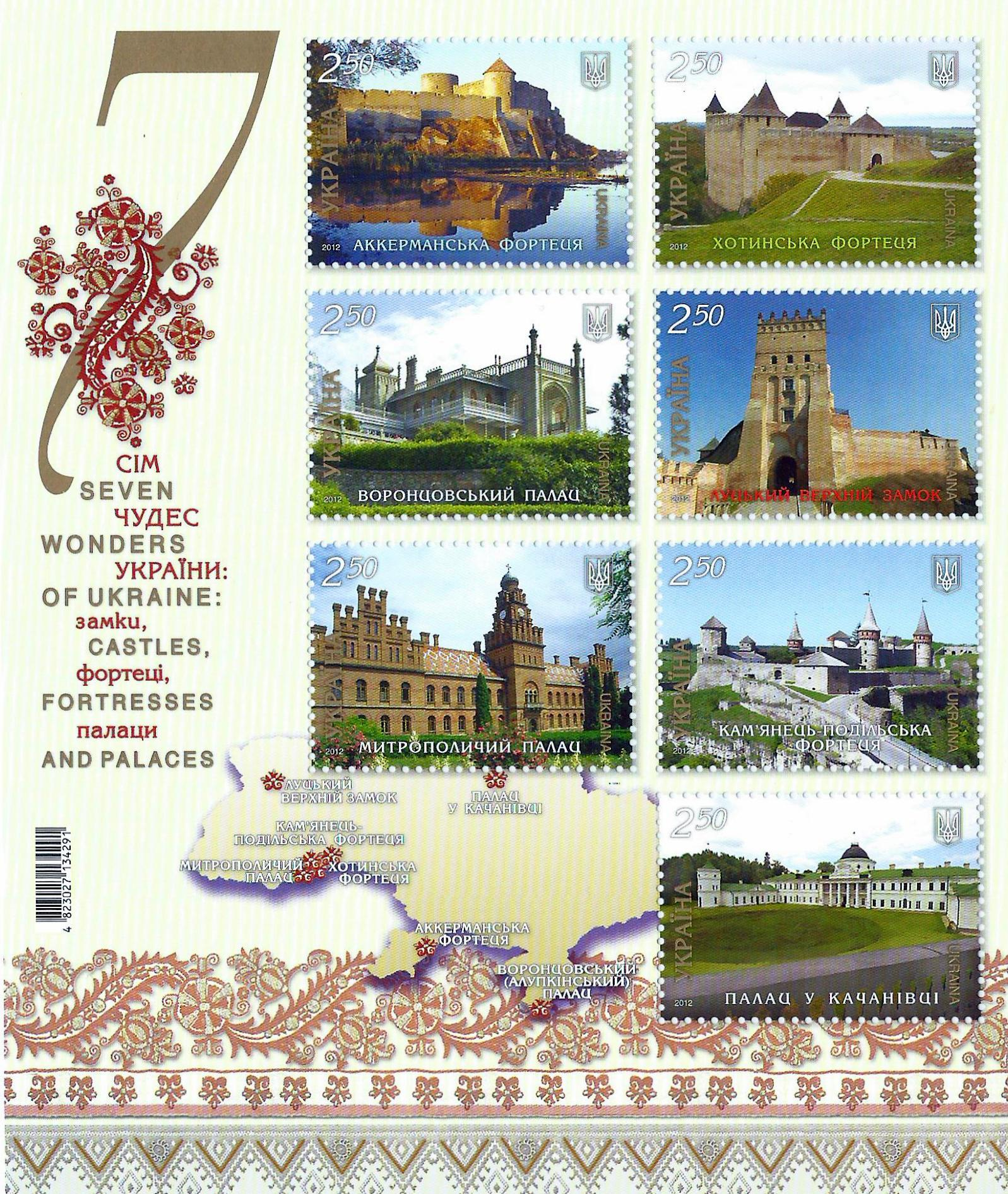
Sur le timbre des Sept merveilles d'Ukraine, colonne de droite, le deuxième en partant du haut.
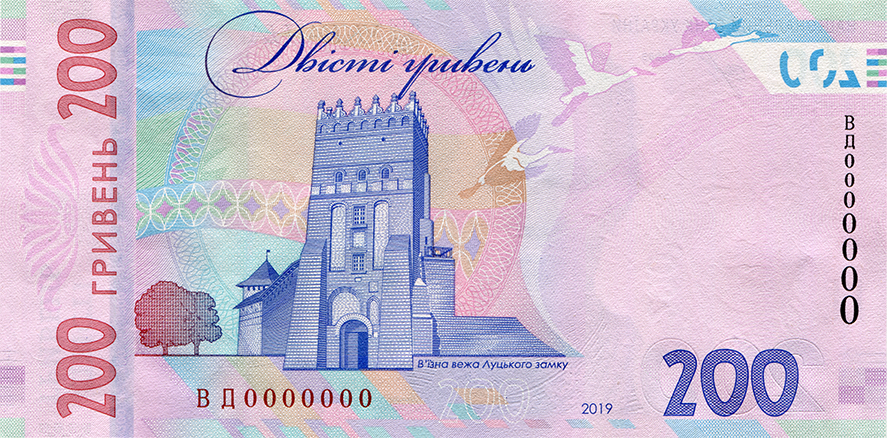
La tour sur le billet de 200.